# Sphagnum mendocinum
Sphagnum mendocinum är en bladmossart som beskrevs av Sullivant 1874. Sphagnum mendocinum ingår i släktet vitmossor, och familjen Sphagnaceae. Inga underarter finns listade i Catalogue of Life.